# Basketbal op de Europese Spelen 2015
Basketbal is een van de sporten die beoefend werden tijdens de Europese Spelen 2015 in Bakoe, Azerbeidzjan van 22 tot en met 26 juni.

## Programma
Er werd bij het basketballen in twee onderdelen om de medailles gestreden, een toernooi voor de mannen en een toernooi voor de vrouwen.
| juni 2015 | di 23 | wo 24 | do 25 | vr 26 | Tot. |
| --------- | ----- | ----- | ----- | ----- | ---- |
| Basketbal |       |       |       | 2     | 2    |

## Deelname
In totaal deden 128 atleten uit twintig landen mee in de basketbalonderdelen. Per toernooi deden zestien teams van vier deelnemers mee. Uit twaalf landen namen zowel een mannen- als vrouwenteam deel.

## Medailles
| Onderdeel   | Goud | Goud                                                                    | Zilver | Zilver                                                           | Brons | Brons                                                           |
| ----------- | ---- | ----------------------------------------------------------------------- | ------ | ---------------------------------------------------------------- | ----- | --------------------------------------------------------------- |
| Mannen 3x3  | RUS  | Ilia Aleksandrov Andrey Kanygin Leopold Lagutin Aleksandr Pavlov        | ESP    | Sergio de la Fuente Alex Llorca Nacho Martín Juan Vasco          | SRB   | Marko Savić Dušan Domović Bulut Marko Ždero Dejan Majstorović   |
| Vrouwen 3x3 | RUS  | Maria Tsjerepanova Anna Lesjkovtseva Tatjana Petroesjina Tatjana Vidmer | UKR    | Krystyna Matsko Olga Maznichenko Ganna Zarytska Viktoriia Pazuik | ESP   | Vega Gimeno Arantxa Novo Esther Montenegro Inmaculada Zanoguera |

### Medaillespiegel
| Plaats | Land     | Goud | Zilver | Brons | Totaal |
| 1      | Rusland  | 2    | 0      | 0     | 2      |
| 2      | Spanje   | 0    | 1      | 1     | 2      |
| 3      | Oekraïne | 0    | 1      | 0     | 1      |
| 4      | Servië   | 0    | 0      | 1     | 1      |
| Totaal | Totaal   | 2    | 2      | 2     | 6      |

Atletiek · Badminton · Basketbal · Boksen · Boogschieten · Gymnastiek · Judo · Kanovaren · Karate · Sambo · Schermen · Schietsport · Schoonspringen · Strandvoetbal · Synchroonzwemmen · Taekwondo · Tafeltennis · Triatlon · Volleybal · Waterpolo · Wielersport · Worstelen · Zwemmen